# Списак борби Дванаесте славонске бригаде НОВЈ
| место                                       | врста дејстава                         | контекст                                  | датум                                | резултат               |
| ------------------------------------------- | -------------------------------------- | ----------------------------------------- | ------------------------------------ | ---------------------- |
| Подвршко                                    | напад на посаду насељеног места        |                                           | 19. октобар 1942.                    | савладана посада места |
| Велика Писаница                             | напад на посаду насељеног места        |                                           | 21. октобар 1942.                    | савладана посада места |
| Грђевац                                     | напад на посаду насељеног места        |                                           | 23. октобар 1942.                    | савладана посада места |
| Ратковица                                   | напад на посаду насељеног места        |                                           | 25. октобар 1942.                    | савладана посада места |
| Лонџица                                     | напад на посаду насељеног места        |                                           | 1. новембар 1942.                    | одбијен напад          |
| Радловац                                    | напад на посаду насељеног места        |                                           | 12. новембар 1942.                   | одбијен напад          |
| Ћералије                                    | напад на посаду насељеног места        |                                           | 15. новембар 1942.                   | савладана посада места |
| Велика у Пожешкој котлини                   | напад на посаду насељеног места        |                                           | 22. новембар 1942.                   | савладана посада места |
| Подравска Слатина                           | напад на посаду насељеног места        |                                           | 6. децембар 1942.                    | одбијен напад          |
| Воћин                                       | напад на посаду насељеног места        |                                           | 11. децембар 1942.                   | савладана посада места |
| Ораховица                                   | напад на посаду насељеног места        |                                           | 20. децембар 1942.                   | савладана посада места |
| Орљавац                                     | напад на посаду насељеног места        |                                           | 26. децембар 1942.                   | савладана посада места |
| Орљавац                                     | одбрамбене борбе у Операцији Славонија |                                           | 29. децембар 1942 — 3. јануар 1943.  | успешна одбрана        |
| Воћин                                       | напад на посаду насељеног места        |                                           | 5. јануар 1943.                      | савладана посада места |
| Окучани                                     | напад на посаду насељеног места        | Напади НОВЈ на Окучане јануара 1943.      | 22. јануар 1943.                     | одбијен напад          |
| Окучани                                     | напад на посаду насељеног места        | Напади НОВЈ на Окучане јануара 1943.      | 27. јануар 1943.                     | одбијен напад          |
| Пакрац                                      | напад на посаду насељеног места        |                                           | 1. фебруар 1943.                     | одбијен напад          |
| Вировитица                                  | напад на посаду насељеног места        |                                           | 12. фебруар 1943.                    | одбијен напад          |
| Велика Писаница                             | напад на посаду насељеног места        |                                           | 19. фебруар 1943.                    | савладана посада места |
| Гарешница                                   | напад на посаду насељеног места        |                                           | 22. фебруар 1943.                    | одбијен напад          |
| Велика у Пожешкој котлини                   | напад на посаду насељеног места        |                                           | 16. март 1943.                       | савладана посада места |
| Ветово                                      | напад на посаду насељеног места        |                                           | 18. март 1943.                       | савладана посада места |
| Кутјево                                     | напад на посаду насељеног места        |                                           | 18. март 1943.                       | савладана посада места |
|                                             | маневарска одбрана                     | Операција Браун                           | 20. март - 22. март 1943.            |                        |
|                                             | пробој из обруча                       | Операција Браун                           | 22. март - 25. март 1943.            |                        |
|                                             | противнапад                            | Операција Браун                           | 27. март 1943.                       |                        |
| Вилић Село                                  | напад на посаду насељеног места        |                                           | 1. април 1943.                       | савладана посада места |
| Бучје                                       | напад на посаду насељеног места        |                                           | 8. април 1943.                       | савладана посада места |
| Воћин                                       | напад на посаду насељеног места        |                                           | 5. мај 1943.                         | савладана посада места |
| Славонска Пожега                            | напад на посаду насељеног места        |                                           | 28. мај 1943.                        | одбијен напад          |
| Кутјево                                     | напад на посаду насељеног места        |                                           | 28. мај 1943.                        | савладана посада места |
| Феровац, Бектеж, Кула, Дарковац и Љесковица | напад на посаду насељеног места        |                                           | 29. мај 1943.                        | савладана посада места |
| Нашице                                      | напад на посаду насељеног места        |                                           | 4. јун 1943.                         | одбијен напад          |
| Сирач                                       | напад на посаду насељеног места        |                                           | 13. јун 1943.                        | савладана посада места |
| Јалковец                                    | напад на посаду насељеног места        |                                           | 7. јули 1943.                        | савладана посада места |
| Лепоглава                                   | напад на посаду насељеног места        |                                           | 12. јули 1943.                       | савладана посада места |
|                                             | маневарска одбрана                     | Операција Вараждин                        | 14. јули - 21. јули 1943.            |                        |
|                                             | пробој из обруча                       | Операција Вараждин                        | 20. јули - 21. јули 1943.            |                        |
| Мали и Велики Бастаји                       | напад на посаду насељеног места        |                                           | 18. август 1943.                     | савладана посада места |
| Старо Петрово село, Врбова и Били Бриг      | напад на посаду насељеног места        |                                           | 13. септембар 1943.                  | одбијен напад          |
| Миоковићево                                 | напад на посаду насељеног места        |                                           | 19. септембар 1943.                  | савладана посада места |
|                                             | маневарска одбрана                     | Операција Маргарита                       | 20. март - 22. март 1943.            |                        |
| Чачинци                                     | напад на посаду насељеног места        |                                           | 2. октобар 1943.                     | савладана посада места |
| Пакрац                                      | напад на посаду насељеног места        |                                           | 12. октобар 1943.                    | одбијен напад          |
| Бањалука                                    | напад на посаду насељеног места        | Прва бањалучка операција НОВЈ             | 31. децембар 1943 — 3. јануар 1944.  | одбијен напад          |
| Прњавор                                     | напад на посаду насељеног места        |                                           | 18. јануар 1944.                     | савладана посада места |
| Теслић и Добој                              | напад на посаду насељеног места        |                                           | 28. јануар 1944.                     | одбијен напад          |
| Мотајица                                    | напад на непријатељску јединицу        | Борба са Мотајичком бригадом ЈВуО         | 6. март 1944.                        | успешан напад          |
| Подгорач                                    | напад на посаду насељеног места        | Напад НОВЈ на Подгорач јуна 1944.         | 20. јун 1944.                        | савладана посада места |
| Крндија                                     | напад на посаду насељеног места        |                                           | 24. јун 1944.                        | савладана посада места |
| Бизовац код Осијека                         | напад на посаду насељеног места        |                                           | 16. јули 1944.                       | одбијен напад          |
| Бадљевина                                   | напад на посаду насељеног места        |                                           | 2. август 1944.                      | савладана посада места |
| Кончаница                                   | напад на посаду насељеног места        |                                           | 10. август 1944.                     | савладана посада места |
| Грубишно Поље                               | напад на посаду насељеног места        |                                           | 18. август 1944.                     | савладана посада места |
| Славонска Пожега                            | напад на посаду насељеног места        |                                           | 5. септембар 1944.                   | савладана посада места |
| Чађавица                                    | напад на посаду насељеног места        |                                           | 25. септембар 1944.                  | савладана посада места |
| Вировитица                                  | напад на посаду насељеног места        |                                           | 5. октобар 1944.                     | савладана посада места |
| Ђурђевац                                    | напад на посаду насељеног места        |                                           | 11. октобар 1944.                    | савладана посада места |
| Копривница                                  | напад на посаду насељеног места        |                                           | 13. октобар 1944.                    | одбијен напад          |
| Старо Топоље и Пишкоревци                   | напад на посаду насељеног места        |                                           | 7. новембар 1944.                    | савладана посада места |
| Нашице                                      | напад на посаду насељеног места        |                                           | 17. новембар 1944.                   | одбијен напад          |
| Чепин                                       | напад на посаду насељеног места        |                                           | 1. децембар 1944.                    | савладана посада места |
| Широко Поље                                 | напад на посаду насељеног места        |                                           | 14. децембар 1944.                   | одбијен напад          |
| Врбица                                      | напад на посаду насељеног места        |                                           | 15. децембар 1944.                   | савладана посада места |
|                                             | одбрана                                | Вировитички мостобран, Операција Вукодлак | 6. фебруар 1945 — 10. фебруар 1945.  | неуспешна одбрана      |
|                                             | маневарска одбрана                     | Операција Папук                           | 16. фебруар 1945 — 28. фебруар 1945. |                        |
| Стражеман                                   | напад на посаду насељеног места        |                                           | 21. март 1945.                       | одбијен напад          |
| Јамарице                                    | напад на посаду насељеног места        |                                           | 28. март - 29. март 1945.            | савладана посада места |
| Ветово                                      | напад на посаду насељеног места        |                                           | 9. април 1945.                       | одбијен напад          |
|                                             | пробој фронта                          | Звонимирова линија                        | 24. април -27. април 1945.           |                        |